# Onthophagus angorensis
Onthophagus angorensis là một loài bọ cánh cứng trong họ Bọ hung (Scarabaeidae).